# Proteases da Síndrome Respiratória Aguda Grave 2
Desde fevereiro de 2020 a Organização Mundial da Saúde (OMS) classificou a síndrome respiratória aguda grave (SARS-CoV-2) como uma pandemia e em pouco mais de dois anos e meio, foram registrados globalmente mais de 594 milhões de casos confirmados e 6,44 milhões de mortes. Visto que ainda não há um tratamento eficaz totalmente disponível e o surgimento das variantes de preocupação do SARS-CoV-2 podem escapar a resposta imune humoral à infecção natural ou vacinação, ainda há necessidade de identificar potenciais antivirais tanto por estudos de reposicionamento de fármacos quanto por design/avaliação de novos compostos químicos.
No processo de infecção e replicação do SARS-CoV-2, primeiramente a glicoproteína presente na superfície viral (do inglês spike protein) interage com duas enzimas localizadas na superfície celular: primeiro com a enzima conversora da angiotensina humana 2 (do inglês angiotensin-converting enzyme 2, ACE2) e posteriormente com a serina-protease transmembranar (do inglês transmembrane serine protease, TMPRSS2) para entrar nas células. O ácido ribonucleico viral (vRNA) de sentido positivo é traduzido em poliproteínas que são autoclivadas por duas proteases virais: protease principal (do inglês main protease, Mpro) e semelhante à papaína (do inglês papain-like protease, PLpro). Essas proteases virais desempenham papel crucial na clivagem da cadeia polipeptídica para gerar fragmentos funcionais denominados como proteínas não estruturais (do inglês non-structural proteins, nsp), mais especificamente a Mpro tem como alvo pelo menos 11 sítios de clivagem, enquanto PLpro é responsável por produzir as nsp1, nsp2 e nsp3. Dessa forma, as proteases do SARS-CoV-2 se tornaram alvos cruciais na avaliação tanto de reposicionamento de fármacos quanto no design e desenvolvimento de novos inibidores ao assumir principalmente o conceito de leads-to-hit.

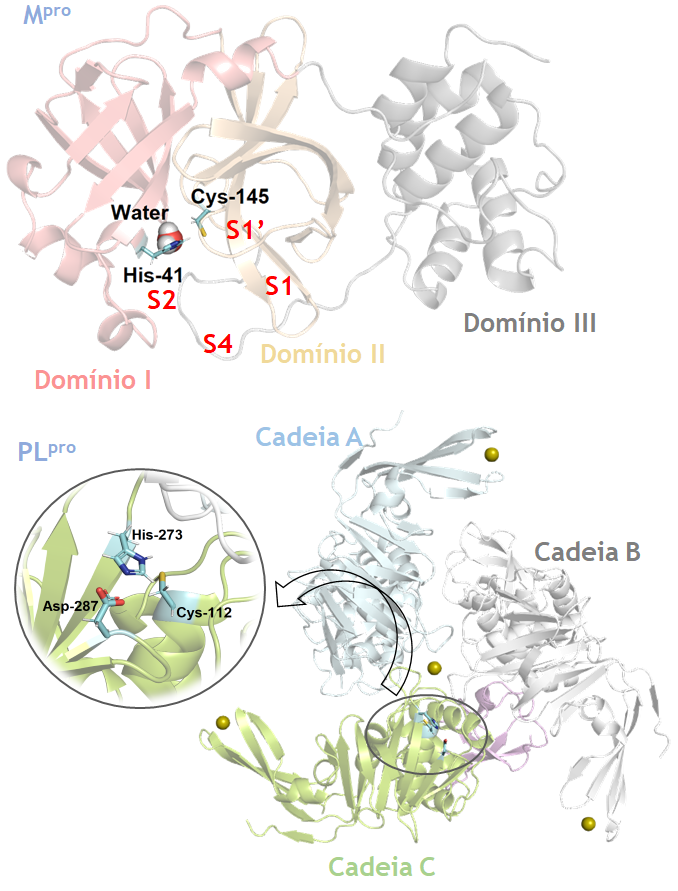
Estrutura cristalográfica do monômero da M^{pro} (código PDB: 6LU7) e homotrímero da PL^{pro} (código PDB: 6W9C) do SARS-CoV-2. Representação de bastão em ciano são os resíduos catalíticos, em esfera marrom são os íons de Zn(II) e water é a água catalítica (H_{2}O_{cat})

## Estrutura tridimensional e sítio catalítico da Mproe PLprodo SARS-CoV-2
A estrutura tridimensional da Mpro do SARS-CoV-2 é organizada na forma homodimérica cujo monômero é constituído por três domínios diferentes: domínios I (8-100 resíduos), II (101-183 resíduos) e III (200-303 resíduos), sendo que o sítio catalítico não está próximo à interface do dímero, e é constituído pelos resíduos chaves His-41 e Cys-145 (díade catalítica) nos domínios I e II, respectivamente. O sítio de ligação ao substrato está posicionado dentro de uma fenda proteica denominada como bolsas S1, S1’, S2 e S4 entre os domínios I e II. Tem sido relatado que o imidazol do resíduo His-41 faz uma forte ligação de hidrogênio com uma molécula de água, denominada como água catalítica (H2Ocat) por desempenhar um papel crucial como um pseudo terceiro resíduo catalítico (tríade catalítica não canônica). Diferentemente da enzima Mpro, a PLpro é um homotrímero composto por cadeias A, B e C unidas por um núcleo constituído por íon de Zn(II) e sua atividade catalítica está relacionada à tríade composta pelos resíduos de aminoácidos Cys-112, His-273 e Asp-287, sem a contribuição direta de moléculas de água na reação química que possa ser considerada como H2Ocat.

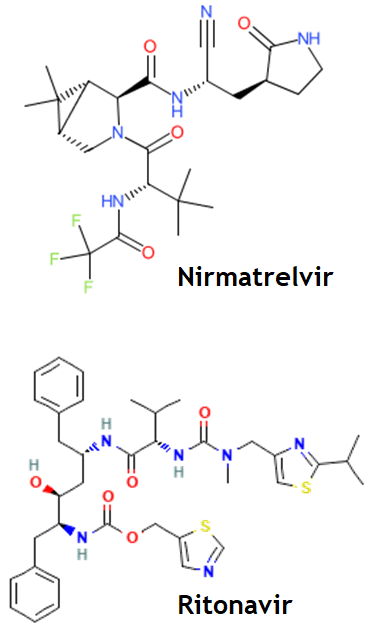
Estrutura química dos constituintes do PAXLOVID^{TM}

## Inibidor sintético de Mproaprovado para uso emergencial pelo FDA e Anvisa
Em 2021, a empresa farmacêutica Pfizer desenvolveu o medicamento PAXLOVIDTM - combinação entre PF-07321332 (atualmente denominado como nirmatrelvir) e ritonavir - tendo eficácia clínica na redução da hospitalização de pacientes com COVID-19 em 80%, reconfirmando a Mpro como um alvo farmacológico muito importante. Assim, outros medicamentos que têm como alvo essa enzima merecem uma caracterização mais detalhada, para fornecer informações sobre as regiões farmacofóricas para a próxima geração de antivirais como anti-COVID-19. Vale ressaltar que o ritonavir não age diretamente na Mpro do SARS-CoV-2 mas permite que o nirmatrelvir permaneça mais tempo na corrente sanguínea ao diminuir sua metabolização. No final de 2021, o U.S. Food and Drug Administration (FDA) autorizou o uso emergencial do PAXLOVIDTM como um medicamento oral para adulto e com venda somente sob prescrição médica.
Em março de 2022 após avaliação pela Agência Nacional de Vigilância Sanitária (Anvisa), o Ministério da Saúde no Brasil anunciou a aprovação do PAXLOVIDTM para uso emergencial pelo Sistema Único de Saúde (SUS) contra a COVID-19 nas formas leve e moderada da doença para quem tenha alto risco de complicações. A Anvisa verificou que o perfil das reações adversas do PAXLOVIDTM é compatível com o que consta em bula de outros antivirais ou estão associados à doença de base, contudo o órgão público vetou que pacientes hospitalizados iniciem o tratamento com o remédio, assim como não recomenda o uso em grávidas e pacientes com insuficiência renal grave ou com falha renal.

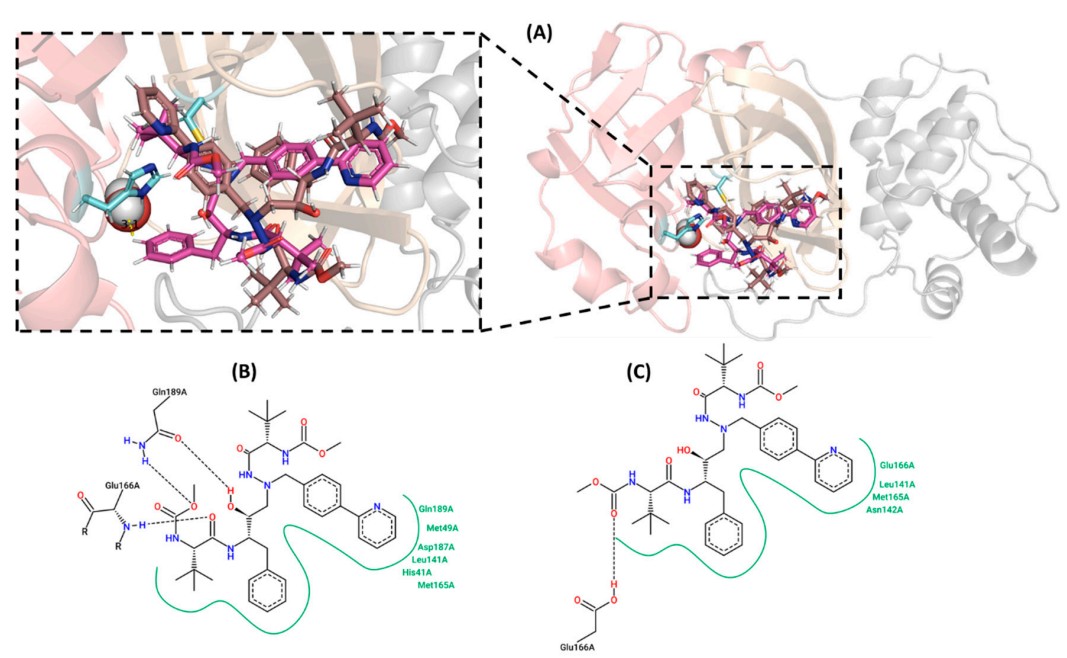
(A) Superposição da melhor pose de encaixe para a interação entre M^{pro} e ATV na presença e ausência da água catalítica H_{2}O_{cat} (ATV em violeta e marrom, respectivamente). Imagem 2D para a interação entre os resíduos de aminoácidos do sítio catalítico da M^{pro} com (B) ATV na presença de H_{2}O_{cat} e (C) ATV sem H_{2}O_{cat}. Para melhor interpretação a estrutura M^{pro} foi representada apenas na forma monomérica com os domínios I, II e III em vermelho claro, laranja e cinza, respectivamente. A díade catalítica His-41 e Cys-145 estão representadas como bastões em ciano, enquanto os resíduos de aminoácidos que interagem hidrofobicamente com ATV estão em verde na imagem do gráfico 2D [4]. Adaptado de Chaves, et al 2022, Pharmaceuticals (MDPI) [4].

## Reposicionamento do fármaco atazanavir como inibidor de Mprodo SARS-CoV-2
O atazanavir (ATV), fármaco clinicamente aprovado e usado na inibição competitiva da protease do vírus da imunodeficiência humana (VIH), foi inicialmente descrito com atividade anti-SARS-CoV-2. Embora ensaios preliminares in silico e baseados em células (nas linhagens celulares Vero-E6 e A549), no início do surto pandêmico, tenham mostrado a viabilidade de reposicionamento do ATV, relatos controversos sobre seu mecanismo de ação na Mpro e eficácia como anti-SARS-CoV-2 foram descritos posteriormente. No entanto, no ano de 2022 Chaves e colaboradores através de ensaios pré-clínicos (enzimáticos, moleculares, baseados em células e in vivo) demonstraram que tanto a linhagem SARS-CoV-2 B.1 quanto a variante B.1.1.28 (gama) são suscetíveis ao ATV. A Mpro do SARS-CoV-2 é inibida pelo ATV via mecanismo competitivo dependente do conteúdo de água catalítica (H2Ocat), sendo que a processividade da Mpro foi inibida com constante inibitória de Morrison (Ki) 1,5 vezes maior que o controle GC376, aumentando o valor da constante de Michaelis-Menten (Km) da enzima em mais de seis vezes. É improvável que a outra protease do SARS-CoV-2, tenha sido alvo do ATV nesses ensaios enzimáticos, uma vez que o valor de Ki para PLpro estava acima do limiar de inibição in vitro. Ensaios baseados em células indicaram que diferentes linhagens de SARS-CoV-2 são suscetíveis ao ATV e os ensaios com camundongos transgênicos expressando o receptor ACE-2 humano (camundongos-K18-hACE2) confirmaram a proteção antiviral e anti-inflamatória do ATV contra a linhagem B.1.1.28